# قرطم لامع
القرطم اللامع نوع نباتي ينتمي إلى جنس القرطم من الفصيلة النجمية.

## البيئة والانتشار
ينتشر في بلاد الشام وسيناء.